# Amperio-vuelta
El amperio-vuelta, amperivuelta, ampervuelta o amperio vuelta, calco del inglés ampere-turn, es una unidad de fuerza magnetomotriz de símbolo Av. Se define como el producto del número de espiras de una bobina por el número de amperios de intensidad de corriente que la atraviesa.

{\displaystyle F=N\cdot I\,\!}

F: fuerza magnetomotriz
N: número de espiras de la bobina
  I: intensidad de la corriente en amperios (A)
Por ejemplo, una corriente de 2 amperios que circula por una bobina de 10 espiras produce una fuerza magnetomotriz de 20 Av.